# Hi, How Are You
Hi, How Are You: The Unfinished Album, comúnmente conocido simplemente como Hi, How Are You, es el sexto álbum de casete autoeditado por el cantautor Daniel Johnston, grabado en septiembre de 1983. Se puede decir que es su álbum más popular. Johnston afirmó que lo grabó durante un ataque de nervios. El subtítulo se refiere a la duración del álbum; Johnston tenía la intención de que fuera un lanzamiento de una hora, como lo fueron la mayoría de sus lanzamientos anteriores.

## Fondo

### Grabación
El 1 de septiembre de 1983, Daniel Johnston fue desalojado de la casa de su hermano Dick en Houston, Texas. Daniel había estado viviendo con Dick durante todo el verano y grabó su álbum anterior "Yip/Jump Music" en el garaje. Después de su desalojo, Margie Johnston, su hermana, dejó que Daniel viviera con ella en San Macros, donde trabajaba como repartidor de pizzas. Margie no tenía ningún mueble extra para Daniel, por lo que compraron un colchón que se colocó en el piso para que él durmiera. Margie señala que Daniel prosperó en este entorno porque se le permitió hacer un lío.
La música de fondo de la canción 'Desperate Man Blues' proviene de una canción de Johnny Dankworth titulada 'Desperate Dan' del álbum 'England's Ambassador of Jazz', propiedad de Johnston. La pista resonó fuertemente con Johnston, lo que llevó a su inclusión en el álbum.
El álbum es uno de los más variados en cuanto a sonido de los primeros trabajos de Johnston. Si bien los registros anteriores lo encontraron enfocándose en canciones de piano o acordes de órgano casi exclusivamente, este álbum combina ambos enfoques junto con experimentos en cinta y collage de ruido, y algo de ejecución tentativa en un instrumento de cuerda, conocido como guitarra, un juguete. guitarra o ukelele.

## Promoción
Daniel promocionaría el álbum entregando copias a las personas que conocía. Una persona a la que se le dio una copia del álbum fue Kathy McCarthy, quien dijo que '¡Ese chico raro es probablemente el único genio que he conocido en mi vida!'.
Este fue el primer álbum de Daniel Johnston que se distribuyó ampliamente como LP de vinilo; fue lanzado en Homestead Records en 1988.

## Legado
En 1988, cuando el álbum fue grabado en LP por Homestead Records, Mark Lerario de Reading Eagle dijo que sonaba como 'Una cinta del sótano hecha al azar por hippies sordos'. Ese mismo año, the Reivers cover de Walking the Cow fue lanzado como un bonus track en el lanzamiento en CD de su álbum de 1985 Translate Slowly. Tres años más tarde, Firehose lanzó su versión de Walking the Cow en su álbum Flyin the Flannel. Para 1992 Kurt Cobain comenzó a usar una camiseta de la portada del álbum, lanzando a Johnston a la popularidad generalizada. Dos años más tarde, en 1994, Kathy McCarty lanzó su álbum tributo a Johnston, que incluía cinco pistas de Hi How Are You, 'Walking the Cow', 'I Am A Baby (In My Universe)', 'Hey Joe', 'Desperate Man Blues' y 'Running Water'. En 1996, Dump incluyó una versión de 'Hey Joe' en el VHS 'Dump Versus Joost Visser - The Makers Of Smooth Music. Dos años después Sparklehorse también lanzó una versión de Hey Joe en su segundo álbum Good Morning Spider.
Walking the Cow se ha convertido en una canción popular para cubrir. Entre 2001 y 2016, fue cubierto por A Camp (en su debut homónimo), TV on the Radio (Para  El difunto gran Daniel Johnston ), Mike Watt, Alicja-Pop, Jaya The Cat, Adrian Crowley, James Yorkston, y Porridge Radio.
En 2006, Ty Burr Globe para el Record-Journal describió 'Walking the Cow' como 'Demente y desgarradoramente frágil'.
Un documental de 2015 sobre Johnston, titulado Hi, ¿How Are You Daniel Johnston?, Recibió el nombre del disco.
En 2018, el alcalde de Austin, Texas, declaró el 22 de enero (cumpleaños de Johnston) como el día 'Hi, How Are You', un día dedicado a la conciencia sobre la salud mental financiado por la organización sin fines de lucro del mismo nombre. En 2019, el do de post-disco De Lux lanzó una versión de 'Get Yourself Together'. El 9 de abril de 2021, The Johnston Estate anunció un NFT basado en la portada del álbum.

## Lista de canciones
| N.º | Título                           | Duración |  |
| 1.  | «Poor You»                       | 2:03     |  |
| 2.  | «Big Business Monkey»            | 2:02     |  |
| 3.  | «Walking the Cow»                | 3:34     |  |
| 4.  | «I Picture Myself with a Guitar» | 0:45     |  |
| 5.  | «Despair Came Knocking»          | 2:44     |  |
| 6.  | «I Am a Baby (In My Universe)»   | 1:37     |  |
| 7.  | «Nervous Love»                   | 0:18     |  |
| 8.  | «I'll Never Marry»               | 0:21     |  |
| 9.  | «Get Yourself Together»          | 0:32     |  |
| 10. | «Running Water»                  | 1:32     |  |
| 11. | «Desperate Man Blues»            | 3:40     |  |
| 12. | «Hey Joe»                        | 2:44     |  |
| 13. | «She Called Pest Control»        | 0:53     |  |
| 14. | «Keep Punching Joe»              | 3:11     |  |
| 15. | «No More Pushing Joe Around»     | 4:42     |  |